# Mitsubishi A5M
Mitsubishi A5M (zavezniško kodno ime Claude) je bilo japonsko lovsko letalo druge svetovne vojne. V mornarici je imelo naziv mornariško lovsko letalo Tip 96 (九六式艦上戦闘機).

## Zgodovina in značilnosti
A5M je začel nastajati že leta 1934, zasnovan pa je bilo kot lovec z neuvlačljivim podvozjem in polodprto pilotsko kabino. Za svoj čas je imel dokaj visoko končno hitrost in izjemne manevrske sposobnosti. Bil je le nekoliko preslabo oborožen in oklepljen, zaradi česar ni prenesel veliko poškodb. Prvi serijski primerki so imeli sicer nekaj težav s stabilnostjo, vendar so to v naslednjih izvedbah popravili. Ob izbruhu sovražnosti s Kitajsko je bil Claude najboljše lovsko letalo na nebu, kar so dopolnjevali še odlično izšolani piloti.
Letalo so izdelovali do končne različice A5M5 do uvedbe novega lovca Mitsubishi A6M Zero, nekje do leta 1942, dvosedežna šolska letala (model A5M4-K) pa skoraj do konca vojne. Zadnjim primerkom so dodali dodatne odvrgljive rezervoarje, kar je letalu znatno podaljšalo dolet.
Proti koncu vojne so večino razpoložljivih letal uporabili za samomorilske napade kamikaz.

## Različice
- Ka-14 - prvi prototip
- A5M1 - prvi serijski model
- A5M1a - dva dodatna 20 mm topova
- A5M2a - motor Nakajima Kotobuki 2 KAI 3A
- A5M2b - podkrilni nosilci za dve 30 kg bombi
- A5M3a - 12 valjni vodnohlajeni motor Hispano-Suiza 12Xcrs ter en 20mm top v gredi propelerja
- A5M4 - dodatni nosilci za dve 30 kg bombi ali dodatni rezervoar za 161 litrov goriva, motor Nakajima Kotobuki 41
- A5M4-K - dvosedežno šolsko letalo
- A5M5 - zadnji serijski lovec
- Ki-18 - kopenska različica letala A5M2b, motor Nakajima Kotobuki 5
- Ki-33 - kopenska različica, motor Nakajima Ha-1a, zaprta pilotska kabina